# Passage Meslay
Le passage Meslay est une voie piétonne située dans le 3e arrondissement de Paris, en France.

## Situation et accès
Le passage Meslay relie la rue Meslay (au niveau du no 32) au boulevard Saint-Martin (au niveau du no 25). Il traverse un immeuble : les deux entrées sont protégées par des grilles et correspondent aux accès du bâtiment sur les deux voies reliées. Le centre du passage est occupé par une cour.
Ce site est desservi par les stations de métro République et Strasbourg - Saint-Denis.

## Origine du nom
Elle porte ce nom en raison du voisinage de la rue Meslay.

## Historique
Le passage est établi en 1887 lorsque la ville de Paris acquiert l'immeuble qui l'abrite. La ville revend l'immeuble en 1900, mais le passage public demeure en servitude perpétuelle et peut être emprunté par les piétons. Son accès est cependant actuellement fermé au public.